# Време на живот
Време на живот или по-скоро средно време на живот в квантовата механика и физиката на елементарните частици е периодът от време {\displaystyle \tau \;} в течение на който системата от частици се разпада с вероятност {\displaystyle 1-1/e\,,} където {\displaystyle e\;} е основата на натуралния логаритъм и е равна на 2,71828….
Ако се разглежда система от независими частици, в течение на време {\displaystyle \tau \;} броят на останалите „живи“ частици намалява (средно) е пъти в сравнение с тяхното начално количество. Понятието време на живот е приложимо при експоненциален разпад. Броят на частиците {\displaystyle N\;} зависи от времето {\displaystyle t\;}:
{\displaystyle N(t)=N_{0}\exp(-t/\tau )\;,}
където N0 е началният брой частици.
Понятията време на живот и период на полуразпад T1/2 са свързани помежду си.
{\displaystyle \tau =T_{1/2}/\ln 2=T_{1/2}/0{,}693\ldots \;.}
Вижда се, че периодът на полуразпад T1/2 е с около 70% по-къс от средното време на живот t.